# Råkvattentjärnen
Råkvattentjärnen är en sjö i Strömsunds kommun i Jämtland och ingår i Indalsälvens huvudavrinningsområde. Råkvattentjärnen ligger i Gråberget-Hotagsfjällen Natura 2000-område.